# جامعة ماريلاند في مقاطعة بالتيمور
جامعة ماريلاند في مقاطعة بالتيمور (UMBC) هي جامعة أبحاث عامة في مقاطعة بالتيمور، ماريلاند. يبلغ عدد الطلاب المسجلين في خريف 2020 13497 طالبًا، 61 تخصصًا جامعيًا، وأكثر من 92 برنامجًا للدراسات العليا (38 برنامج ماجستير و25 دكتوراه و29 برنامجًا لشهادة الدراسات العليا) وأول مجمع أبحاث جامعي في ماريلاند. وهي مصنفة ضمن «R2: دكتوراه جامعات - نشاط بحثي عالي».
تأسست كجزء من نظام جامعة ماريلاند في عام 1966، أصبحت الجامعة أول كلية أو جامعة عامة في ولاية ماريلاند تشمل جميع الأعراق. الجامعة لديها رابع أعلى معدل تسجيل في نظام جامعة ماريلاند، متخصص في العلوم الطبيعية والهندسة، وكذلك برامج في الفنون الحرة والعلوم الاجتماعية. من الناحية الرياضية، لدى الجامعة 17 فريقًا رياضيًا يشارك في مؤتمر شرق أمريكا.

## التاريخ

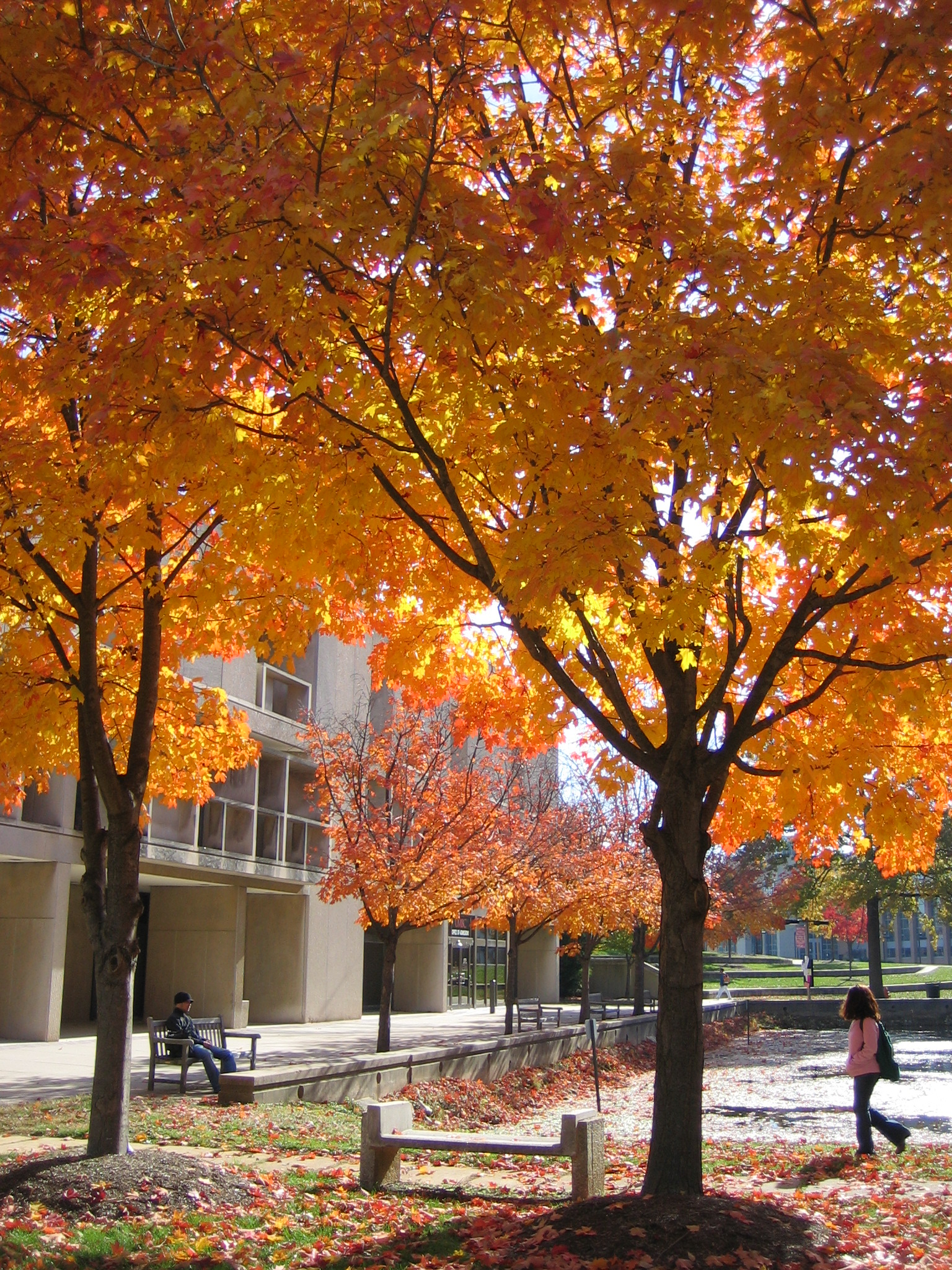
الطرف الشمالي للصف الأكاديمي في وسط الحرم الجامعي.

تمت مناقشة تخطيط جامعة ماريلاند، مقاطعة بالتيمور لأول مرة في الخمسينات من القرن العشرين بسبب طفرة المواليد بعد الحرب العالمية الثانية، والتوسع في التعليم العالي بموجب قانون ج. بيل، والمقدار الكبير للنمو في كل من السكان والصناعة في منطقة بالتيمور واشنطن الحضرية. في هذا الوقت، كانت جامعة ماريلاند، كوليدج بارك هي المصدر الرئيسي للتعليم العالي في المنطقة، لذلك بدأت المحادثات لإضافة فرع فرع في منطقة بالتيمور. في عام 1955، أصدر الحاكم ثيودور ماكلدين كتاب «احتياجات التعليم العالي في ماريلاند»، والذي أوصى بضرورة التوسع في الجامعة. بعد ثلاث سنوات، اقترح تقرير «اللجنة الاستشارية للتعليم العالي في ولاية ميريلاند» أن يتم إنشاء فرع بالتيمور بجامعة ماريلاند كبرنامج مدته سنتان، تابع لحرم كوليدج بارك الجامعي. في عام 1960، أصدرت لجنة وارفيلد، المعينة من قبل الحاكم تاوز، «خطة لتوسيع جامعة ماريلاند»، والتي دفعت بفكرة إنشاء ثلاثة مراكز جامعية إضافية في جميع أنحاء ماريلاند.
في عام 1963، وافق المجلس التشريعي لولاية ماريلاند على تطوير العديد من الجامعات الجديدة في جميع أنحاء ولاية ماريلاند. بحلول نهاية ذلك العام، تم شراء 435 فدانًا من مستشفى سبرينج جروف ستيت، وهي منشأة للأمراض النفسية في كاتونسفيل، ماريلاند. سيكون الحرم الجامعي الجديد موجودًا بكفاءة في جنوب غرب بالتيمور، وسيكون من الممكن الوصول إليه من شارع ويلكنز، وبالتيمور بيلتواي والطريق السريع 95. تم الانتهاء من التصميم والتخطيط المعماري للحرم الجامعي الجديد في جامعة ماريلاند، كوليدج بارك. في عام 1965، تم تعيين ألبين أوينجز كون، وهو إداري بارع وأستاذ في كوليدج بارك، نائبًا لرئيس حرم بالتيمور، بما في ذلك جامعة ماريلاند في مقاطعة بالتيمور والحرم المؤسس، جامعة ماريلاند، بالتيمور. تضمن الحرم الجامعي الجديد أيضًا الدكتور هومر شامب من كوليدج بارك كأول عميد للكلية، وديفيد لويس كأول عضو هيئة تدريس بدوام كامل ورئيس العلوم الاجتماعية، وجون هاسكل جونيور كأول أمين مكتبة.
بدأت الفصول الأولى في 19 سبتمبر 1966 بـ 750 طالبًا، و3 مبانٍ، والجناح الأقدم لمبنى العلوم البيولوجية، و45 عضوًا من أعضاء هيئة التدريس، و35 موظفًا مساعدًا، و500 مكانًا لوقوف السيارات. مع زيادة الالتحاق بالجامعة بشكل كبير خلال السنوات القادمة، ستتزامن الجامعة أيضًا مع التغيرات المضطربة في المجتمع في الستينات. أثناء خضوعه لحركة الحقوق المدنية وحرب فيتنام، سيثبت الجامعة أنه جو جديد ومختلف مع عقول منفتحة وسلمية أثناء احتجاجات الحرم الجامعي. في عام 1971، استقال ألبين أوينجز كون من منصبه كأول مستشار للجامعة، خلفه كالفن بي تي لي. بعد خمس سنوات في عام 1976، تم تعيين جون دورسي، نائب الرئيس الإداري في جامعة ميريلاند، كوليدج بارك كثالث مستشار في الجامعة.
بحلول عام 1980، وصل عدد الطلاب المسجلين في المرحلة الجامعية إلى 5800 طالب. خلال هذا العقد، تم افتتاح مركز الجامعة وقاعة شيرمان، بالإضافة إلى شقق هيل سايد وتيراس. بالإضافة إلى ذلك، موّلت جامعة ميريلاند حرم جيم هانسون إنشاء مركز أبحاث التصوير في الجامعة. في عام 1986، أصبح مايكل هوكر مستشارًا، وهو المنصب الذي شغله حتى عام 1992، عندما تم تعيينه رئيسًا لنظام جامعة ماساتشوستس. في عام 1988، تم النظر في الاندماج المقترح للجامعة مع جامعة بالتيمور ولكن تم التصويت عليه من قبل مجلس حكام نظام جامعة ماريلاند.
في عام 1990، وصل عدد الطلاب المسجلين في المرحلة الجامعية إلى أكثر من 10000 طالب. في عام 1991، تمت الموافقة على خطة اندماج بين الجامعة وجامعة ماريلاند في بالتيمور في مجلس مندوبي ماريلاند، ولكن تم رفضها من قبل مجلس الشيوخ. خلال العقد الأخير من القرن العشرين، افتتحت الجامعة مبنى الهندسة وعلوم الكمبيوتر وقاعة بوتوماك. تم تعيين رئيس الجامعة الحالي، فريمان أ. هرابوسكي الثالث في عام 1992.
شهد العقد الأول من القرن الحادي والعشرين العديد من التطورات الجامعية مع اقتراب الجامعة من الذكرى الأربعين لتأسيسها في عام 2006. تضمنت بعض هذه التطورات إنشاء مركز الأبحاث والتعليم البيئي الحضري، وهو شراكة جديدة مع مركز جودارد لرحلات الفضاء التابع لناسا لتطوير مركز جودارد لعلوم وتكنولوجيا الأرض (GEST)، بالإضافة إلى العديد من التوسعات في الحرم الجامعي مثل مبنى الفيزياء، مبنى تكنولوجيا المعلومات والهندسة ومبنى السياسة العامة. خلال هذا الوقت، تم الاعتراف بجامعة ماريلاند في مقاطعة بالتيمور من قبل الجمعية الأمريكية للكيمياء الحيوية والبيولوجيا الجزيئية (ASBMB) لكونها المنتجين الرائدين لشهادات الكيمياء والكيمياء الحيوية، وتم تصنيفها من قبل مؤسسة كارنيجي على أنها من بين أفضل الجامعات البحثية، الدكتوراه / جامعات الأبحاث للحصول على 50 درجة دكتوراه أو أكثر سنويًا عبر 15 تخصصًا على الأقل.

## الأكاديمية والأبحاث

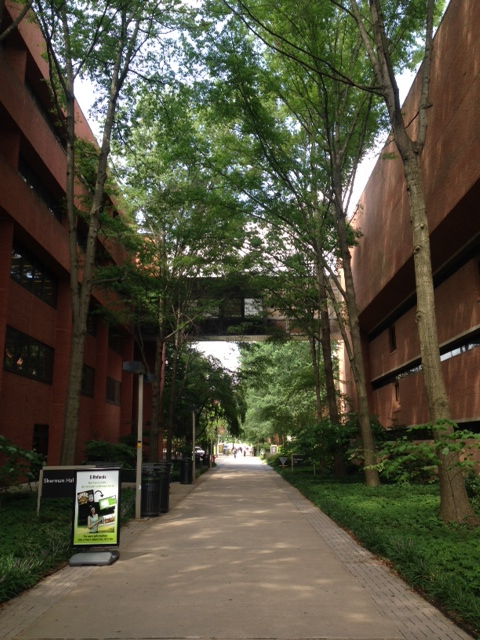
الصف الأكاديمي هو الطريق الرئيسي عبر الحرم الجامعي.

تقدم الجامعة برامج للحصول على درجة البكالوريوس والدراسات العليا في مجموعة متنوعة من مجالات الدراسة. هناك 61 تخصصًا في 55 برنامجًا متميزًا، و70 قاصرًا، و36 برنامجًا للشهادة مقدمة في برنامج البكالوريوس. تقدم كلية الدراسات العليا في الجامعة 38 برنامجًا لدرجة الماجستير و25 برنامجًا لدرجة الدكتوراه و29 برنامجًا لشهادات الدراسات العليا. تنقسم الجامعة إلى ثلاث كليات وثلاث مدارس بالإضافة إلى كلية الدراسات العليا.

### الكليات
- تضم كلية الجامعة للعلوم الطبيعية والرياضية أقسام العلوم البيولوجية والكيمياء والكيمياء الحيوية والتكنولوجيا الحيوية البحرية والرياضيات والإحصاء والعلوم البحرية والفيزياء.[15]
- تقدم كلية الجامعة للهندسة وتكنولوجيا المعلومات مجالات مختلفة للدراسة في خمسة أقسام: أقسام الهندسة الكيميائية، والكيمياء الحيوية والهندسة البيئية، وعلوم الكمبيوتر والهندسة الكهربائية، ونظم المعلومات، والهندسة الميكانيكية.[16]
- تضم كلية الجامعة للفنون والعلوم الإنسانية والاجتماعية معظم الأقسام في الجامعة وتمنح أكثر من نصف جميع شهادات البكالوريوس والدراسات العليا. من بين العديد من الأقسام الأخرى، فهي تشمل أقسام الدراسات القديمة والتاريخ والرقص والموسيقى والتعليم والعلوم السياسية وعلم النفس والإعلام ودراسات الاتصال والفنون البصرية.[17] يوجد الآن العديد من الأقسام في مبنى الفنون المسرحية والعلوم الإنسانية الجديد. يقع قسم دراسات الإعلام والاتصالات في الطابق الثاني من قاعة شيرمان، في الجناح الأول. تم وضع حجر الأساس وحفل الافتتاح الكبير لمبنى الفنون المسرحية في 19 سبتمبر 2012.[18][19] أقيم حفل افتتاح كبير آخر لافتتاح مرحلتي المبنى رسميًا في 17 أكتوبر 2014.[20]

### المدارس
- تقدم كلية جامعة ماريلاند في مقاطعة بالتيمور إريكسون لدراسات الشيخوخة برامج على مستوى البكالوريوس والدراسات العليا التي تركز على مختلف جوانب دراسات الشيخوخة، بما في ذلك قضايا السياسة والإدارة.[21]
- تمثل كلية الدراسات العليا بجامعة ماريلاند، بالتيمور (UMGSB) برامج الدراسات العليا والبحث المشتركة في جامعة ماريلاند في مقاطعة بالتيمور وجامعة ماريلاند، بالتيمور (UMB).[22]
- تتضمن كلية جامعة ماريلاند في مقاطعة بالتيمور للسياسة العامة برامج السياسة العامة لدرجات الماجستير والدكتوراه.[23]
- ترتبط جامعة ماريلاند، كلية بالتيمور للعمل الاجتماعي بالجامعة في تقديم برامج العمل الاجتماعي على مستوى الخريجين والجامعيين، على التوالي.[24]

### إمتداد
- توفر مراكز تدريب الجامعة برامج تدريب فنية ومهنية عن بعد ومباشرة في الحرم الجامعي الجنوبي في الجامعة في أربوتوس، وحرم كولومبيا جيتواي في كولومبيا القريبة، وماريلاند، وتعليم الأمن السيبراني في أوغوستا، جورجيا.

### البحث والإنجاز الإبداعي
جامعة ماريلاند في مقاطعة بالتيمور هي من بين الجامعات البحثية الأسرع نموًا في البلاد وتصنف على أنها جامعة بحثية ذات نشاط بحثي عالٍ من قبل مؤسسة كارنيجي. تُصنف الجامعة باستمرار بين أفضل 100 مؤسسة أمريكية عامة في نفقات البحث والتطوير الفيدرالية. تركز موضوعات البحث في الجامعة على العلوم البيئية، وخاصة فيزياء الغلاف الجوي والاستشعار عن بعد، وعلوم الأرض والفضاء، والبيئة والعلاج؛ في علوم الصحة والحياة، بما في ذلك التكنولوجيا الحيوية البحرية والعلوم والهندسة الحيوية؛ في علوم البيانات والأمن القومي، مع التركيز بشكل خاص على الأمن السيبراني والذكاء الاصطناعي، والحوسبة المعرفية، وتكنولوجيا المعلومات الصحية، وتحليلات البيانات الضخمة؛ حول الإنصاف الصحي ودراسات السياسة، والعلوم الإنسانية والفنون العامة.
تم تصنيف الجامعة ضمن أفضل 15 جامعة أمريكية في تمويل وكالة ناسا. تشمل المراكز الممولة من وكالة ناسا التابعة للجامعة في ناسا غودارد المركز المشترك لتكنولوجيا أنظمة الأرض (JCET)، ومعهد جودارد للفيزياء الشمسية للكواكب (GPHI)، ومركز علوم وتكنولوجيا الفضاء (CSST). في أبريل 2021، تلقت مركز علوم وتكنولوجيا الفضاء مبلغًا إضافيًا قدره 54 مليون دولار لتمويل أبحاث الفيزياء الفلكية ناسا.
تم تكريم أعضاء هيئة التدريس في الجامعة بحصولهم على 40 جائزة كارير لمؤسسة العلوم الوطنية منذ عام 1995، بما في ذلك تسعة جوائز منذ عام 2017. حصل اثنان من الباحثين في جامعة كاليفورنيا على جائزة التوظيف الرئاسي المبكر في العلوم والهندسة (PECASE). لدى جامعة ماريلاند في مقاطعة بالتيمور أيضًا واحد من اثنين فقط من المحققين في معهد هوارد هيوز الطبي في جامعة عامة في ماريلاند، وعضو في الأكاديمية الوطنية للعلوم، بالإضافة إلى الفائز بجائزة جامعة داربا يونغ، وحاصل على وسام الخدمة العامة المتميز لعام 2012 من وكالة ناسا. يتلقى أعضاء هيئة التدريس في الجامعة بانتظام زمالة فولبرايت وغوغنهايم.
تضم الجامعة، حاضنة وأبحاث الجامعة، أكثر من 130 شركة وثلاث حاضنات في مجال الأمن السيبراني وعلوم الحياة والتكنولوجيا النظيفة. يوجد في الجامعة أكثر من 20 مركزًا ومعهدًا على مستوى الحرم الجامعي، بما في ذلك ثلاثة مراكز تعاونية، ومركز التحليلات المتقدمة في الوقت الفعلي (CARTA)، ومركز تقنية الاستشعار المتقدمة (CAST)، ومركز الأبحاث والتعليم البيئي الحضري (CUERE)، معهد الأرض والفضاء (ESI)، معهد هيلتوب، مركز منحة العلوم الاجتماعية (CS3)، مركز الفن والتصميم والثقافة البصرية (CADVC)، مركز دريشر، ومركز أبحاث التصوير (IRC)

## حرم الجامعة

### التاريخ
في عام 1840، اشترت ولاية ماريلاند الأرض التي تقع عليها الجامعة اليوم. في ذلك الوقت، كانت تُعرف باسم ستابلر ستيت، المملوكة لعائلة ستابلر البارزة في مقاطعة بالتيمور. كان جيمس بي ستابلر، كبير المهندسين والمشرف على سكة حديد بالتيمور وأوهايو، متصلاً بالمنشأة. تم إنشاء مدرسة بالتيمور التجارية، وهي منزل أيتام يقع في الوقت الحاضر جيفن هيل، في نفس العام. استمرت المدرسة في العمل وزراعة المساحات المحيطة بها حتى الحرب العالمية الثانية. أضافت الدولة لاحقًا العقار إلى مستشفى سبرينج جروف الحكومي، الذي قام بزراعة الأرض حتى إنشاء الجامعة. كان عدد قليل من الهياكل الأصلية لا يزال قيد الاستخدام من قبل الجامعة لبعض الوقت، بما في ذلك مبنى ومزرعة هيلكريست. يقع مبنى هيلكريست قبالة شارع والكر أفينو، وقد تم بناؤه في الأصل عام 1921 لإيواء مرضى مستشفى سيبرينغ غروف ستيت. كان المبنى ذا أهمية تاريخية لأنه كان «أول مبنى شيد خصيصًا لرعاية وعلاج السجناء المصابين بأمراض عقلية يتم بناؤه في مستشفى للأمراض النفسية الحكومية في أي مكان في الولايات المتحدة». في عام 1965، تم استخدام الهيكل كمبنى إداري للجامعة، واستخدم لاحقًا كمكتب للحياة السكنية واتحاد طلابي. تزعم أسطورة حضرية شائعة في الحرم الجامعي أن الرجل الذي كان يعتمد على هانيبال ليكتر يعيش في قبو المبنى. تم هدم هيلكريست في عام 2007 بسبب مخاوف من السمية، تاركًا صومعة المزرعة ليكون أقدم مبنى على قيد الحياة في حرم الجامعة.
تم افتتاح الجامعة للتسجيل في عام 1966، وقد تم إنشاء الجامعة لخدمة تدفق الطلاب من منطقة بالتيمور الذين يسعون للقبول في جامعة ميريلاند، كوليدج بارك. منذ بدايته، واجه الحرم الجامعي الجديد للركاب فيض من المشاكل. يقع الحرم الجامعي على أرض مجانية مأخوذة من مستشفى حكومي، ولم تتم رعايته أو حمايته من قبل أي دائرة انتخابية سياسية. كان هناك بالفعل تسعة جامعات أخرى في منطقة العاصمة. تقع على بعد أميال قليلة من جامعة ماريلاند، حرم بالتيمور الجامعي، لم تكن هناك فرصة للجامعة لتطوير مجموعة من المدارس المهنية المشتركة بين الجامعات البحثية. كان اسم المقاطعة الخاص بها، وهو فكرة متأخرة، أكثر اتساقًا مع المدارس ذات العامين من شهادة الدكتوراه. - المؤسسة المانحة. ومع ذلك، مع استمرار جامعة ماريلاند في مقاطعة بالتيمور بعد مرور 50 عامًا على تأسيسها، فقد أصبحت نموذجًا وطنيًا يحتذى به للجامعات الأمريكية الجديدة. يروي كتاب التميز غير المحتمل: ملحمة جامعة ماريلاند في مقاطعة بالتيمور هذا التطور.

### معرض الصور

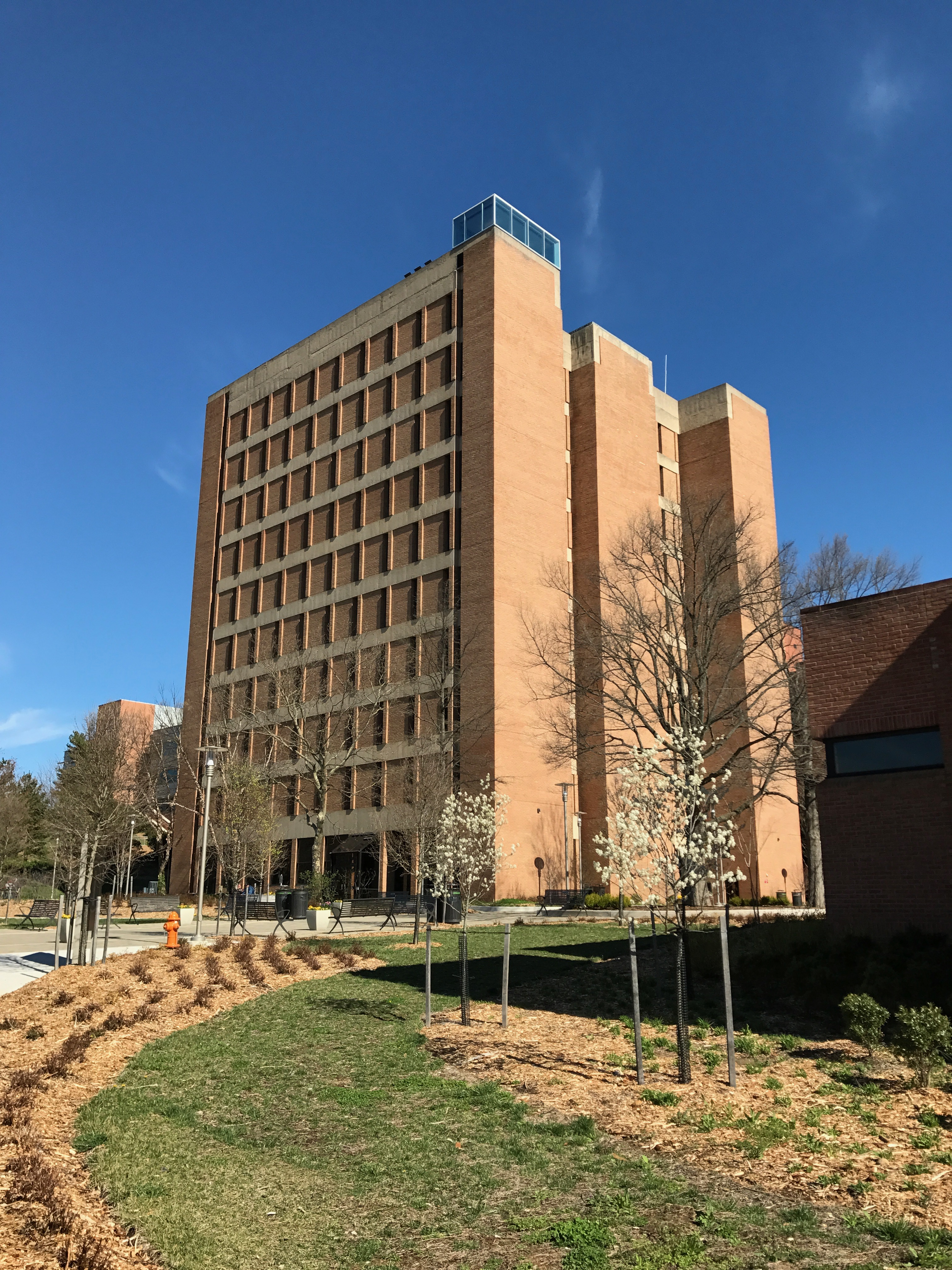
مبنى إداري
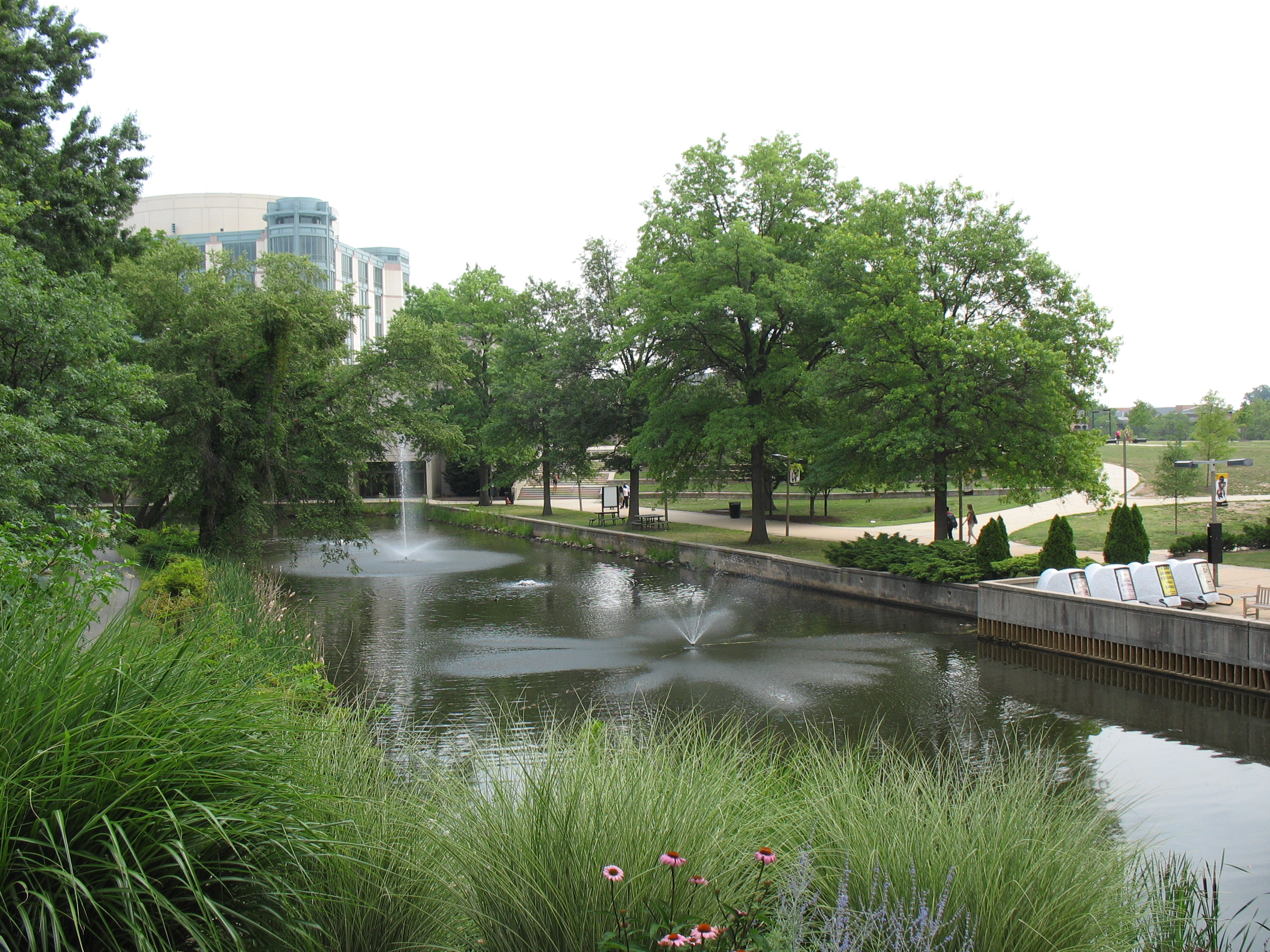
مكتبة البركة
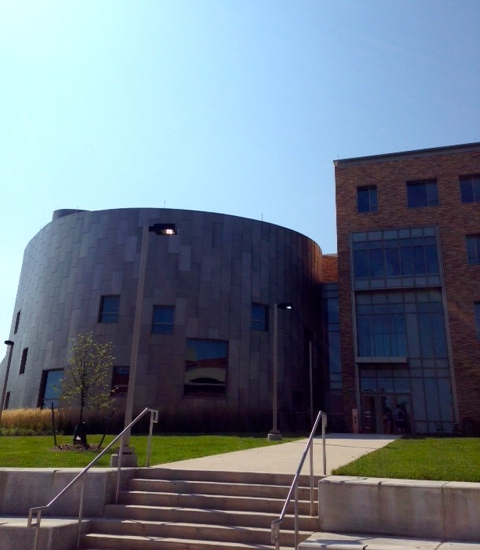
مبنى الفنون الأدائية والعلوم الإنسانية
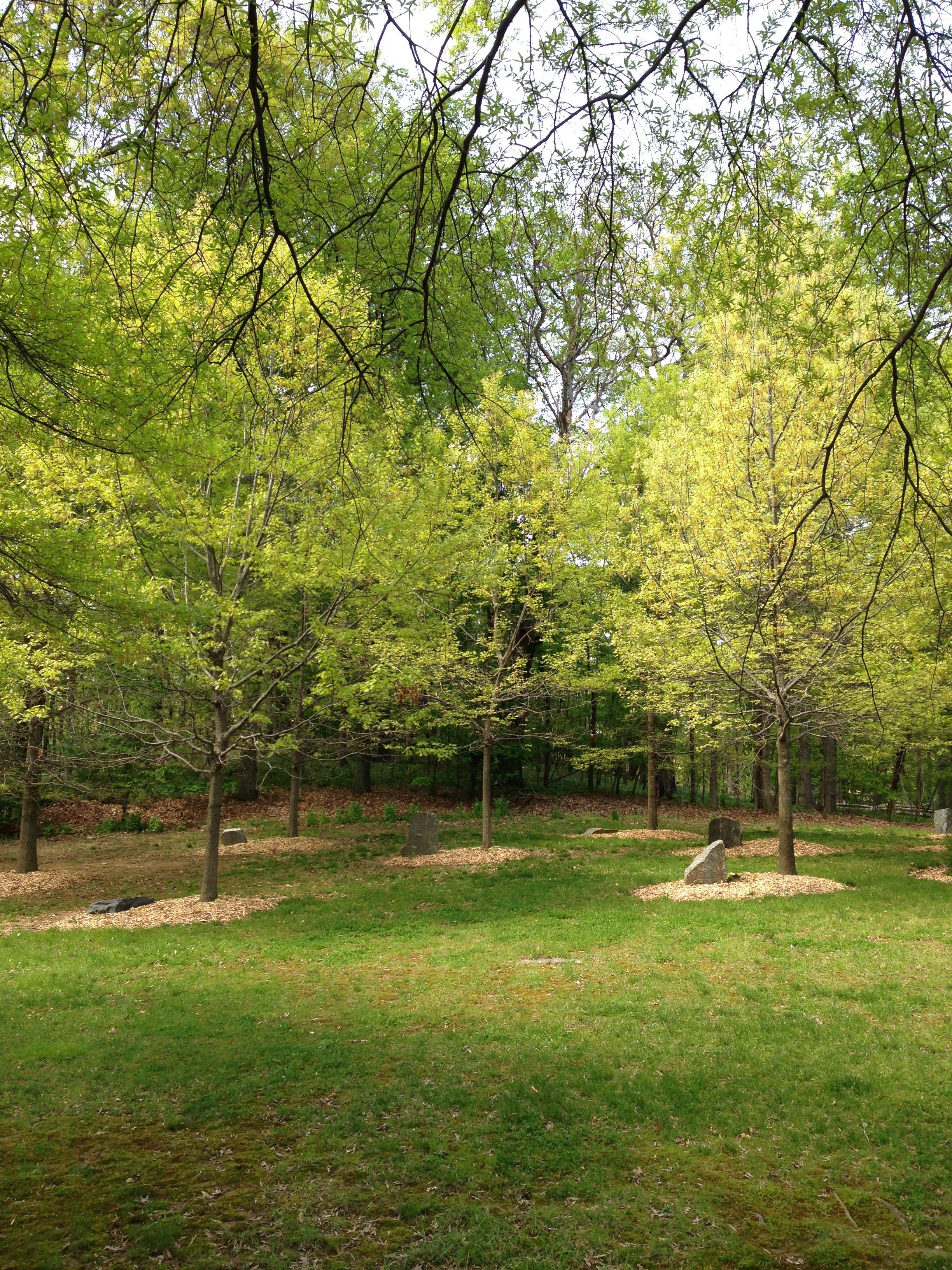
حديقة جوزيف بويس
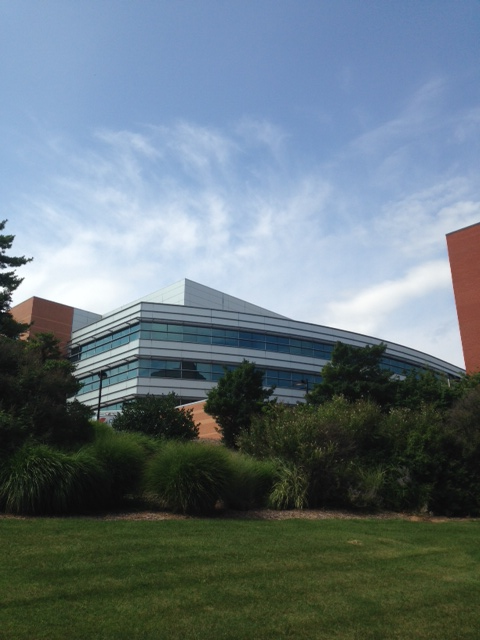
تكنولوجيا المعلومات والمبنى الهندسي
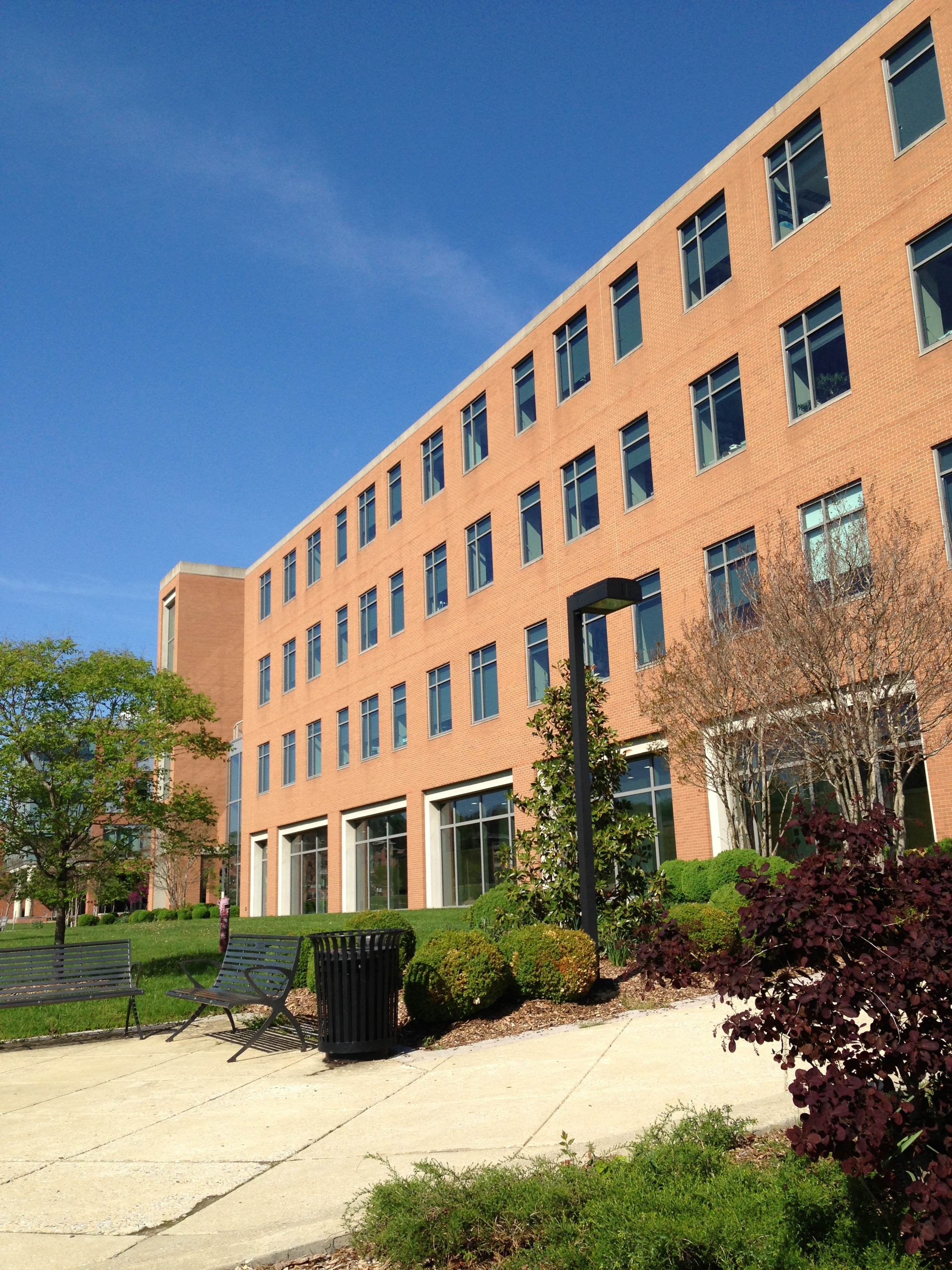
مبنى الفيزياء

### الموقع

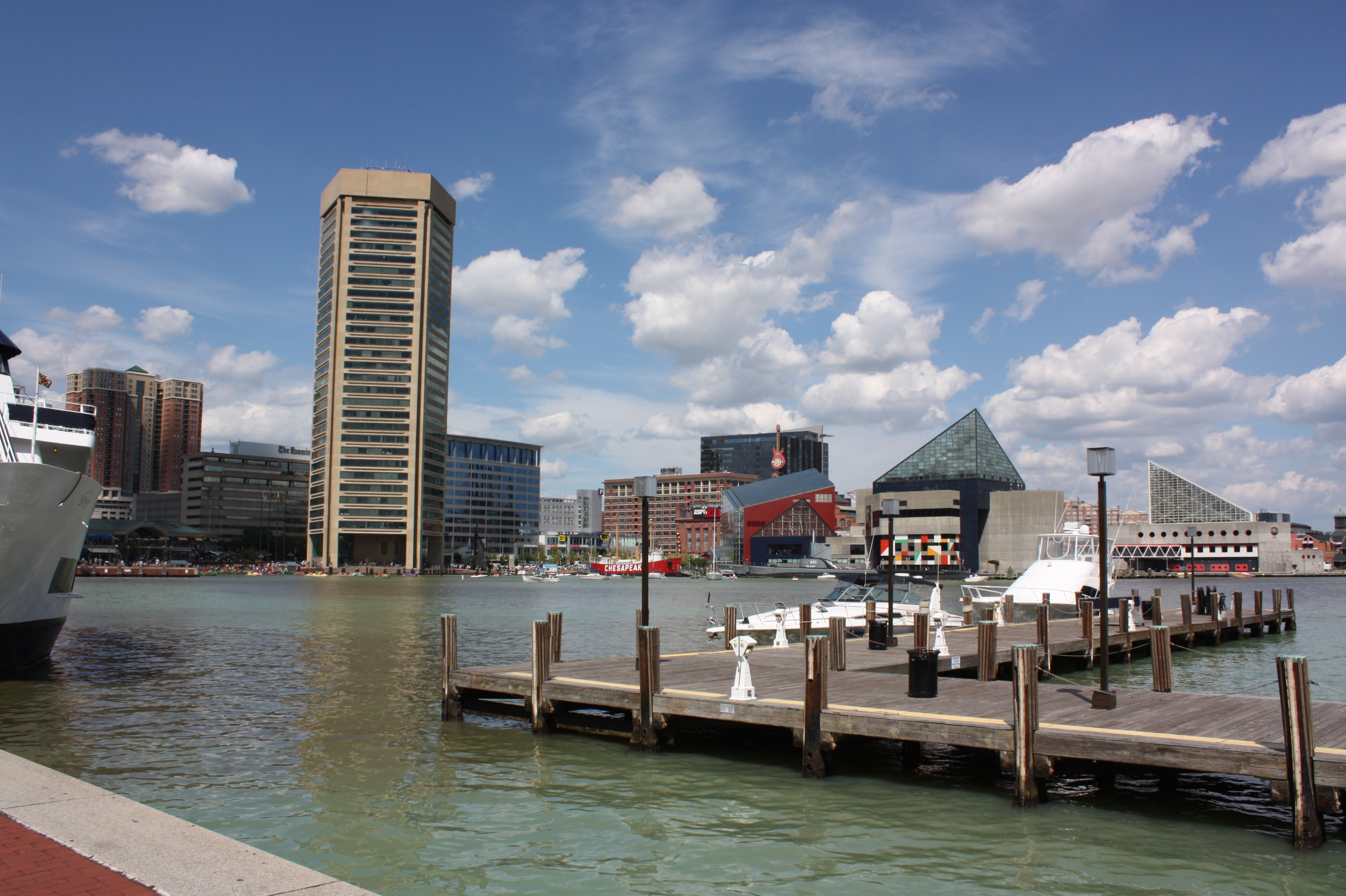
ميناء بالتيمور الداخلي

يقع حرم الجامعة على مساحة 500 فدان. إنه على بعد حوالي 15 دقيقة من ميناء بالتيمور الداخلي وعلى بعد 60 دقيقة من مطار واشنطن العاصمة بالتيمور - واشنطن الدولي على بعد خمس دقائق بالإضافة إلى أمتراك ومحطة بالتيمور للسكك الحديدية الخفيفة.
في الأصل كان من المفترض أن تكون الجامعة في مدينة بالتيمور. ومع ذلك، نظرًا لوجود العديد من الخلافات، تقع الجامعة في حي كاتونزفيل الجنوبي، على بعد 1.5 ميل جنوب منطقة الأعمال المركزية في كاتونزفيل على طول طريق فريدريك. يوفر كاتونزفيل أجواء مدينة كلية للجامعة من خلال وجود العديد من المطاعم والبارات ووسائل الراحة الأخرى. كما تقدم المدينة مهرجانات وأسواق للمزارعين كل يوم أحد من مايو إلى نوفمبر.

### حديقة البحوث والتكنولوجيا

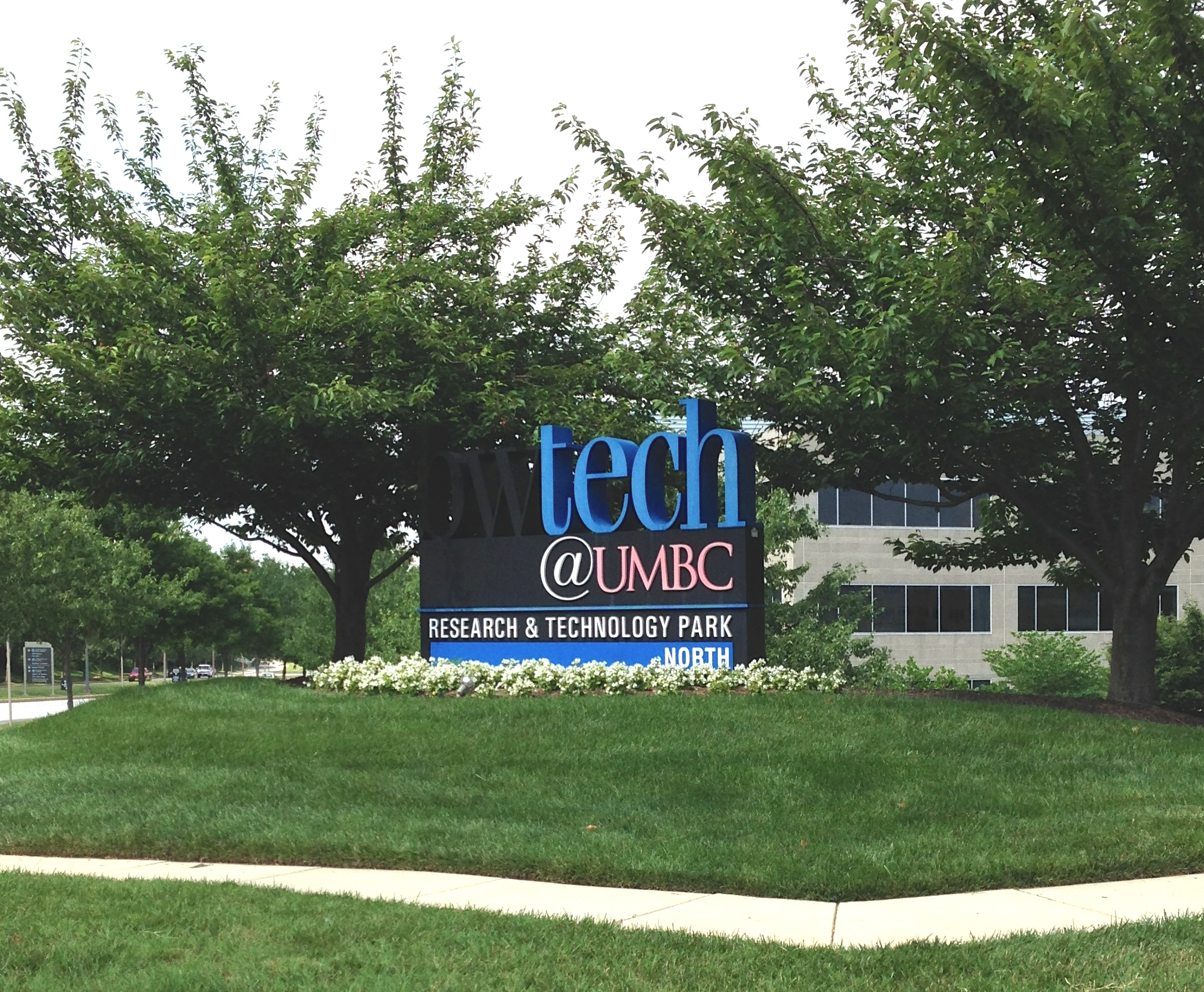
مدخل الحديقة من شمال الحرم الجامعي

حديقة البحوث والتكنولوجيا عبارة عن تطوير على مساحة 71 فدانًا في الحرم الجامعي الذي يستضيف التكنولوجيا والعلوم الحيوية ومؤسسات البحث، والعديد منها مشارك في شراكة مع الجامعة. تعد حديقة الأبحاث، المقسمة إلى حرمين جامعيين، أقدم مجمع أبحاث جامعي في ولاية ماريلاند. يركز الحرم الشمالي بشكل أساسي على الأمن السيبراني.

### وسائل النقل

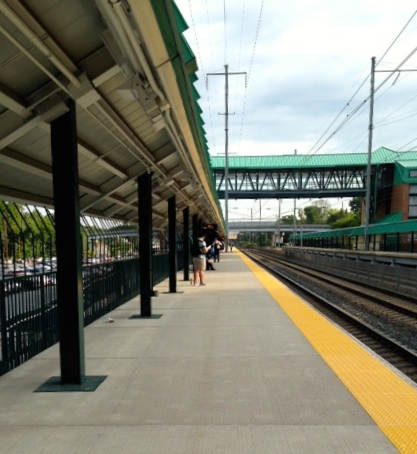
تربط محطة هاليثورب بالتيمور وواشنطن القريبين

لدى جامعة ماريلاند في مقاطعة بالتيمور العديد من خطوط الحافلات المتوفرة لطلاب الجامعة وأعضاء هيئة التدريس والموظفين. جميع الخدمات باستثناء ويف إن رايد (Wave 'n Ride) مجانية من خلال إبراز بطاقة هوية الحرم الجامعي. كان ويف إن رايد متاحًا تاريخيًا لأي شخص يحتاج إلى النقل داخل الحرم، لكن الخدمة في انتظار إيقاف التشغيل.
في أغسطس 2014، توسعت الخدمة إلى خطين جديدين يربطان الحرم الجامعي بوسط مدينة بالتيمور. يربط هذان الخطان الحرم الجامعي أيضًا بمترو أنفاق بالتيمور عبر محطة سوق ليكسينغتون. يتصل خط وسط المدينة بالمترو وكذلك قطار مارك في محطة كامدن، وسكة حديد بالتيمور الخفيفة عن طريق محطة مركز المؤتمرات.
تقدم إدارة ماريلاند ترانزيت خدمة إضافية لمجتمع مقاطعة بالتيمور بجامعة ماريلاند. تقدم خطوط الحافلات 35 و77 و95 الخدمة للحرم الجامعي. يوفر قطار مارك خدمة السكك الحديدية بين لاين لاين على بعد ميلين من الحرم الجامعي في محطة هاليثورب، ويربط الجامعة بالتيمور وواشنطن.
حرم الجامعة هو موطن لعدد من المسارات للمشاة وراكبي الدراجات أيضًا. تتضمن بعض هذه المسارات جسرًا للمشي ومسارًا يربط الحرم الجامعي المركزي بحديقة الأبحاث إلى الجنوب، بالإضافة إلى مسار غير ممهد يتردد عليه العدائون والركضون. بالإضافة إلى ذلك، يمتلك راكبو الدراجات طرقًا للدراجات على الطريق من الحرم الجامعي إلى محطة هاليثورب عبر وسط مدينة أربوتوس.

### شرطة الحرم الجامعي
جامعة ماريلاند في مقاطعة بالتيمور تحتفظ بطاقم شرطة يعمل على مدار 24 ساعة من الضباط المحلفين، مدعومين بضباط الأمن غير المحلفين ومرشد الطلاب. مثل شرطة الحرم الجامعي لجامعة ماريلاند وكوليدج بارك وجامعة ماريلاند، بالتيمور، فإن شرطة الحرم الجامعي معتمدة من قبل لجنة اعتماد وكالات إنفاذ القانون. ومن المتوقع الاعتماد من قبل نظام جامعة ماريلاند المقرر 2013 الموعد النهائي. تسجل شرطة جامعة ماريلاند في مقاطعة بالتيمور جميع تقارير الجريمة والإحصاءات كما هو مطلوب بموجب القانون على صفحة ويب شرطة جامعة ماريلاند في مقاطعة بالتيمور.

## الرئيس

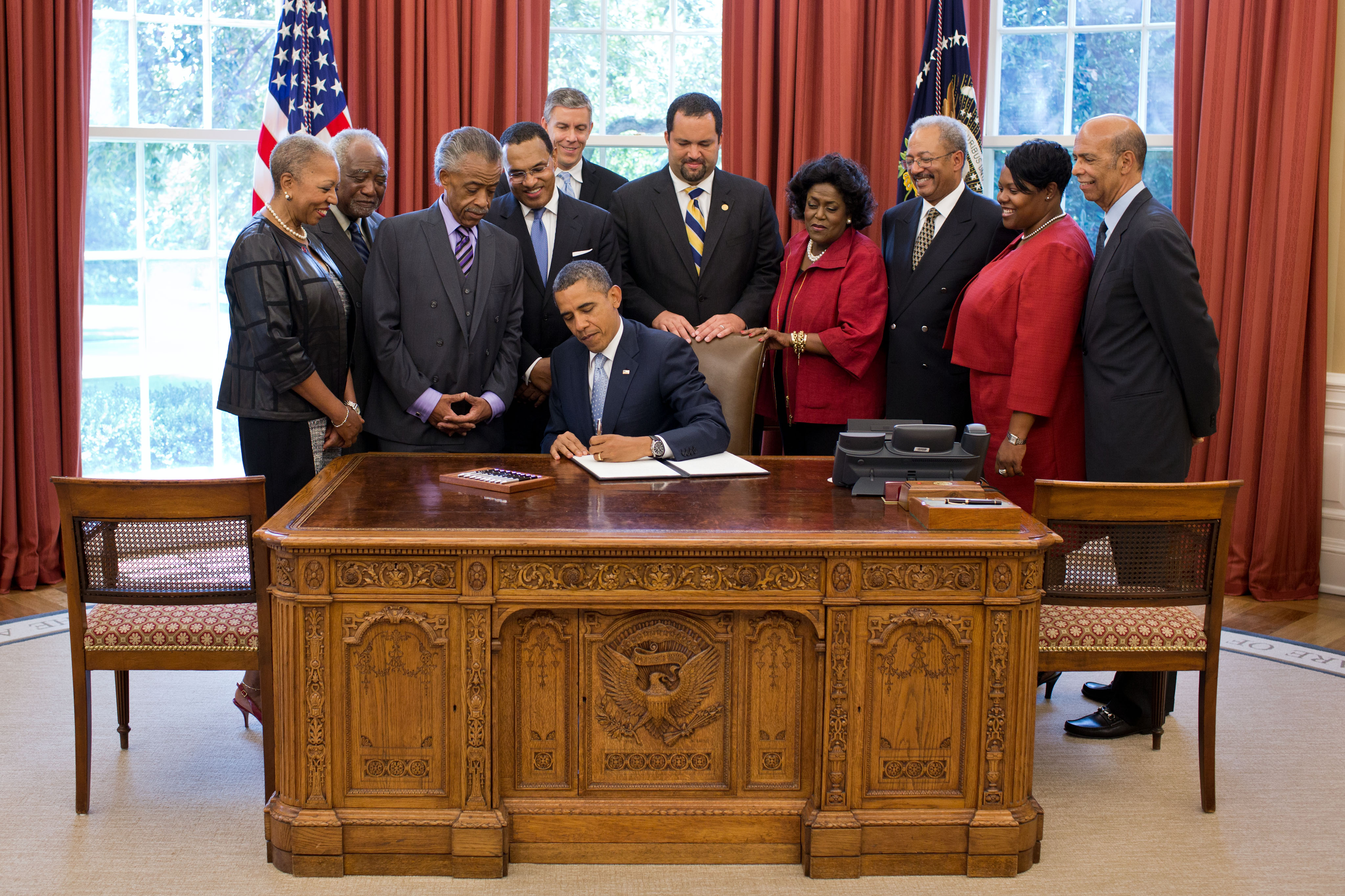
هرابوفسكي الثالث، خلف الرئيس باراك أوباما، في البيت الأبيض لمبادرة التميز التربوي للأميركيين الأفارقة الأمر التنفيذي في عام 2012.

في مايو 1992، بدأ فريمان أ. هرابوسكي الثالث فترة ولايته كرئيس لجامعة ماريلاند، مقاطعة بالتيمور. تم تسميته من قبل مجلة تايم كواحد من «100 شخص مؤثر في العالم»، وتم تكريمه لعمله مع جامعة ماريلاند في مقاطعة بالتيمور كأفضل 10 رؤساء كليات في أمريكا في عام 2009. تحت قيادته، تم تصنيف الجامعة في المرتبة الأولى والجامعة القادمة في الولايات المتحدة لمدة ست سنوات متتالية (2009 و2010 و2011 و2012 و2013 و2014) من قبل مجلة يو إس نيوز آند وورد ريبورت. تركز أبحاثه ومنشوراته بشكل أكبر على تعليم العلوم والرياضيات، مع التركيز بشكل خاص على مشاركة الأقليات وأدائها.

## الترتيب
تم تصنيف الجامعة في المرتبة 162 في تصنيفات يو إس نيوز آند وورد ريبورت 2022 لـ «الجامعات الوطنية» في الولايات المتحدة، وتم تصنيفها في المرتبة 78 على المستوى الوطني بين الجامعات العامة. احتلت المرتبة السادسة على المستوى الوطني في التدريس الجامعي والسادسة في الابتكار. تحتل جامعة الجامعة المرتبة الرابعة بين جامعات الأبحاث الأمريكية في إنتاج شهادات وشهادات تكنولوجيا المعلومات، وفقًا لبيانات وزارة التعليم الأمريكية. تظهر البيانات مرتبة الجامعة # 21 في الماجستير، و# 31 في إنتاج درجة الدكتوراه في تكنولوجيا المعلومات.
في عام 2012، صنفت مجلة يو إس نيوز آند وورد ريبورت جامعة الجامعة في المرتبة 12 من بين الجامعات الأقل أداءً، مشيرةً إلى وجود فجوة بين السمعة الأكاديمية والأداء في المؤشرات الأكاديمية. تصنف مؤسسة كارنيجي الجامعة كجامعة بحثية ذات نشاط بحثي عالٍ.
حصلت الجامعة على تصنيف 4 من 5 من مؤشر مناخ الحرم الجامعي الصديق للمثليين.

## الشراكة
أنشأت الجامعة مجموعة متنوعة من المراكز والمعاهد. لديها شراكة مع وكالة ناسا. يرتبط كل من مركز علوم وتكنولوجيا الفضاء ومركز جودارد لعلوم وتكنولوجيا الأرض والمركز المشترك لتكنولوجيا أنظمة الأرض بمركز جودارد لرحلات الفضاء في جرينبيلت بولاية ماريلاند، ويشتركون في جهود التعاون مع جامعة ماريلاند، كوليدج بارك.
في عام 2014، وقعت الجامعة اتفاقيات مع مختبر أبحاث الجيش الأمريكي وقيادة البحث والتطوير والهندسة بالجيش الأمريكي، للبحث في أنظمة المعلومات وعلوم الكمبيوتر والأمن السيبراني والشبكات وأجهزة الاستشعار والاتصالات والرياضيات والإحصاءات، والأبعاد البشرية، وتكامل الأنظمة البشرية، والبيولوجيا التركيبية، والطاقة، ومعالجة المعلومات الكمومية، ومعالجة اللغة الطبيعية، والروبوتات.
تعمل الجامعة بالاشتراك مع جامعة ماريلاند مدرسة الطب في برنامج منح الشراكة البحثية والابتكار، والذي يهدف إلى تعزيز التعاون البحثي المشترك بين المؤسستين وتحفيز مقترحات المنح المشتركة للوكالات والمؤسسات الفيدرالية. يسمح هذا البرنامج المشترك للطلاب وأعضاء هيئة التدريس بتلقي منح للبحث، وزيادة التعاون، بالإضافة إلى القدرة على استخدام مرافق الجامعتين.
في فبراير 2015، شكلت الجامعة شراكة أخرى مع جامعة كيوشو في فوكوكا، اليابان، للبحث في أمن الكمبيوتر.
علاوة على ذلك، في ربيع عام 2015 تم الإعلان عن مجموعة من الشراكات بين جامعة ماريلاند في مقاطعة بالتيمور والبحرية الأمريكية. أعلن الاثنان عن افتتاح أول وحدة تدريب ضباط الاحتياط البحرية في ولاية ماريلاند، في حرم الجامعة، مع رعاية البحرية الأمريكية لعدد كبير من المنح الدراسية لمدة أربع سنوات كاملة لمرشحين مختارين. بالإضافة إلى ذلك، تم الإعلان عن شراكة بحثية في مجال الأمن السيبراني بين المؤسستين، بدءًا من خمسة مشاريع بحثية تعاونية بين أعضاء هيئة التدريس والطلاب في الجامعة والبحرية الأمريكية.

## روابط خارجية
- الموقع الرسمي
- موقع ويب جامعة ماريلاند في مقاطعة بالتيمور لألعاب القوى